# Rune Grammofon
Rune Grammofon is een Noors platenlabel waarop jazz uitkomt, in 1998 opgericht door Rune Kristoffersen. Rune Grammofon's brengt experimentele, elektronische, jazz en geïmproviseerde muziek van Noorse musici. Artiesten van het label krijgen veel aandacht in bladen als The Wire and Plan B.
Het label heeft muziek uitgebracht van de improvisatiegroep Supersilent alsook solowerk van haar leden, waaronder Deathprod en Arve Henriksen. Andere uitgaven waren van Shining, Susanna and the Magical Orchestra, Jono El Grande, Skyphone, Alog, Phonophani en Food.
In 2000 tekende het label een distributie-overeenkomst met ECM, waardoor het een groter publiek kreeg. De overeenkomst eindigde eind 2005.
In november 2003 vierde het label zijn dertigste uitgave met een set met 2 cd's en een boek met Kim Hiorthøy's digipak-ontwerpen voor Rune Grammofon. Een tweede editie hiervan verscheen in 2008.

## Artiesten op het label
Een selectie van artiesten op het label zijn
- Albatrosh
- Arve Henriksen
- Biosphere
- Box
- Bushman's Revenge
- Chocolate Overdose
- Deathprod
- Fartein Valen
- Food
- Humcrush
- In The Country
- Krokofant
- Monolight
- Nils Økland
- Phonophani
- Skyphone
- Supersilent
- Thomas Strønen
- Tove Nilsen
- Ultralyd